# Oderbach
Der Oderbach, an seinen Unterlauf auch Wertsbach genannt, ist ein etwa drei Kilometer langer linker und östlicher Zufluss des Elbbaches im Westerwald.

## Geographie

### Verlauf
Der Oderbach entspringt auf einer Höhe von etwa 227 m ü. NHN am Westrand des Waldes Burg südöstlich des Hadamarer Stadtteils Oberzeuzheim. 
Er beginnt seinen Lauf in westlicher Richtung zwischen Äckern und Feldern meist entlang von Feldwegen, unterquert die K 480 und kurz darauf die B 54. Der Bach fließt nun frei durch eine Grünfläche und am Wertsbacher Hof vorbei, teilt sich dann in zwei Äste auf, von welchen der kürzere südliche Hauptzweig gegenüber dem Industriegebiet Elbhof und östlich des Hadamarer Stadtteils Niederzeuzheim auf einer Höhe von etwa 137 m ü. NHN in den südwärts fließenden Elbbach mündet, der rechte etwa 200 Meter weiter flussauf.

### Flusssystem Elbbach
- Fließgewässer im Flusssystem Elbbach